# Łagiewniki (powiat włocławski)
Łagiewniki – wieś w Polsce położona w województwie kujawsko-pomorskim, w powiecie włocławskim, w gminie Włocławek.
Wieś królewska, położona w II połowie XVI wieku w powiecie brzeskokujawskim województwa brzeskokujawskiego, należała do starostwa kowalskiego. W latach 1975–1998 miejscowość należała administracyjnie do województwa włocławskiego. Według Narodowego Spisu Powszechnego (III 2011 r.) liczyła 155 mieszkańców. Jest piętnastą co do wielkości miejscowością gminy Włocławek.
W czasie kampanii wrześniowej stacjonowała tu 43 Eskadra Towarzysząca.